# 滩簧
滩簧是清朝时流行于江浙地区的一种艺术形式，依时间为序，可分为前滩和后滩。

## 历史与影响
据考证，滩簧起于清乾隆年间，最初采坐唱形式，即许多艺人围坐在舞台周围，以各自乐器演绎各自角色。最初的滩簧受昆曲的影响较大，基本沿用昆曲唱腔，词白又比昆曲通俗，称为“前滩”。后期则以民歌小调为主，风格显滑稽风趣，称为“后滩”。至清末民初，以舞台为基础的戏曲艺术开始兴起，各地滩簧相继改为化妆登台演出，角色增多，曲调、音乐等逐步规程化，从而形成了滩簧腔系的各地方剧种。
滩簧在江南地区影响巨大，沪剧、锡剧、甬剧、越剧、评弹、姚剧、苏剧、海门山歌等皆由其影响发展而来。
如今，常锡人还将锡剧称作滩簧；上海人则将苏州滩簧（苏滩）称作滩簧，将沪剧称作本地滩簧（本滩），将甬剧称作宁波滩簧。
不过可惜的是，滩簧（即苏州滩簧）在文化大革命中遭遇严重摧残，现已失传，只在滑稽戏、苏剧中有零星保留。